# Metaphoxus fultoni
Metaphoxus fultoni is een vlokreeftensoort uit de familie van de Phoxocephalidae. De wetenschappelijke naam van de soort is voor het eerst geldig gepubliceerd in 1890 door Scott.